# El indiferente
El indiferente (en francés, L’indifférent) es un cuadro del pintor francés Jean-Antoine Watteau. Está realizado en óleo sobre madera. Mide 26 cm de alto y 19 cm de ancho. Se conserva en el Museo del Louvre de París, Francia, que lo adquirió por el legado del Sr. Louis La Caze (1869).
En este cuadro aparece un solo personaje, en el centro de la composición, contra un fondo boscoso. Se realizó sobre soporte de tabla con una simple capa de preparación, delatándose las vetas de la madera a través de las pinceladas. Adopta una postura de baile inestable: el pie izquierdo está girando, formando un ángulo recto con la pierna derecha, y de ésta sólo apoya la punta del pie; se representa así un momento concreto de gracia extrema y artificial, en el curso de la danza.
El título enigmático de la obra contribuye a la seducción ejercida por la gracia del personaje. En 1738 fue creada la Orden de los Indiferentes (Ordre des Indifférents), asociación cuyos miembros juraban sustraerse al imperio del amor.
Hay otro cuadro, de una joven tocando el laúd, que forma pareja con éste.